# ジョインビル島
ジョインビル島（ジョインビルとう）はジョインヴィル諸島のなかで最大の島であり、東西の長さ約64キロメートル、幅は20キロメートルであり、南極半島北端から南極海峡を隔てた場所にある。
アルゼンチン、イギリスおよびチリが領有権を主張している範囲内に存在する。
ジョインビル島は、ジュール・デュモン・デュルヴィルが率いるフランス探検隊によって1838年に発見され大まかに地図が作られた。デュルヴィルは、ルイ・フィリップの三男ジョアンヴィル公フランソワ・ドルレアンの名からジョインビル島と命名した。